# 下川雅人
下川 雅人（しもかわ まさと、1996年6月11日 - ）は、東京都町田市出身のプロサッカー選手。ポジションはMF。

## 来歴
帝京高等学校から国士舘大学に進学。
卒業後、モンテネグロの3部リーグのFKアドリアに留学。その後トライアウトを経て、2019年に同国2部リーグのFKイバルと契約。2021年に1部リーグ（モンテネグロ・プルヴァ・リーガ）のOFKチトーグラードに移籍。同年夏にFKゼタに移籍。
2022年には韓国・K3リーグの金海市庁FCに移籍。
2023年より、アスルクラロ沼津に完全移籍加入したが、試合に出場できないまま同年12月に契約を満了。2024年は所属チームが決まらなかったが、同年10月21日、アスルクラロ沼津を通じて現役引退を発表した。

## 個人成績
| 国内大会個人成績 | 国内大会個人成績 | 国内大会個人成績 | 国内大会個人成績 | 国内大会個人成績 | 国内大会個人成績 | 国内大会個人成績  | 国内大会個人成績  | 国内大会個人成績 | 国内大会個人成績 | 国内大会個人成績 | 国内大会個人成績 |
| 年度             | クラブ           | 背番号           | リーグ           | リーグ戦         | リーグ戦         | リーグ杯          | リーグ杯          | オープン杯       | オープン杯       | 期間通算         | 期間通算         |
| 年度             | クラブ           | 背番号           | リーグ           | 出場             | 得点             | 出場              | 得点              | 出場             | 得点             | 出場             | 得点             |
| 日本             | 日本             | 日本             | 日本             | リーグ戦         | リーグ戦         | リーグ杯          | リーグ杯          | 天皇杯           | 天皇杯           | 期間通算         | 期間通算         |
| ---------------- | ---------------- | ---------------- | ---------------- | ---------------- | ---------------- | ----------------- | ----------------- | ---------------- | ---------------- | ---------------- | ---------------- |
| 2023             | 沼津             | 6                | J3               | 0                | 0                | -                 | -                 |                  |                  |                  |                  |
| 通算             | 日本             | 日本             | J3               | 0                | 0                | -\|\|\|\|\|\|\|\| | -\|\|\|\|\|\|\|\| |                  |                  |                  |                  |
| 総通算           | 総通算           | 総通算           | 総通算           | 0                | 0                | 0                 | 0\|\|\|\|\|\|\|\| |                  |                  |                  |                  |